# Arrondissement de Djiredji
L'arrondissement de Djiredji est l'un des arrondissements du Sénégal. Il est situé en Casamance, dans le département de Sédhiou et la région de Sédhiou.
Il a été créé par un décret du 10 juillet 2008.
Il compte deux communautés rurales :
- Communauté rurale de Djiredji
- Communauté rurale de Bambaly

Son chef-lieu est Djiredji.